# Кодахджин
Кода́хджин (осет. Къодахджын) — село в Алагирском районе Республики Северная Осетия-Алания России. Входит в состав Майрамадагского сельского поселения.

## География
Село расположено в северо-западной части района, на правом берегу речи Тёплая. Находится в 3 км к юго-западу от центра сельского поселения Майрамадаг, в 24 км к юго-востоку от районного центра Алагир и в 18 км к западу от Владикавказа.
уличная сеть
- улица М.Каряева
- улица Т.Плиева

## Население
| 2002 | 2010 | 2021 |
| ---- | ---- | ---- |
| 93   | ↘71  | ↗86  |

## Известные уроженцы, жители
В селе ребёнком жил Тотырбек Исмаилович Джатиев, советский осетинский писатель и журналист.

## Инфраструктура
- Резиденция Архиепископа Владикавказского и Аланского Зосимы.

## Транспорт
Автодорога регионального значения 90 ОП РЗ 90К-019 «Подъезд к Кодахджин».

## Топографические карты
- Лист карты K-38-29 Алагир. Масштаб: 1 : 100 000. Состояние местности на 1984 год. Издание 1988 г.